# Sveriges Radios symfoniorkester
Sveriges Radios symfoniorkester bildades 1965 genom en sammanslagning av Radioorkestern och Radiotjänsts tv-orkester. Ensemblen kallas i dagligt tal ofta för Radiosymfonikerna.

## Historia

### Radiotjänsts orkester
En fast instrumentalensemble med ursprungligen sju musiker anställda vid Sveriges Radio bildades 1925. Ensemblens uppgift var att spela huvudsakligen klassisk repertoar i radions utsändningar. Ensemblen döptes på hösten samma år om till "Radioorkestern". I april 1937 upplöstes ensemblen i samband med att Radiotjänst slöt ett samarbetsavtal med Stockholms Konsertförenings orkester.

### Radiotjänsts dans- och underhållningsorkester
En heltidsanställd ensemble som bildades i juni 1936, ursprungligen bestående av fjorton musiker. Orkestern kallades från 1937 ofta "Waldimirs orkester" efter sin kapellmästare och arrangör, Sune Waldimir. Deras uppgift var att spela dans- och underhållningsmusik och annan populärmusik.

### Radiotjänsts underhållningsorkester
I september 1943 upplöstes även dansorkestern och en ny orkester bildades, Radiotjänsts underhållningsorkester, där dock merparten av dansorkesterns medlemmar ingick. Den nya orkestern leddes huvudsakligen av Sune Waldimir och Sven Sköld. Orkestern blev liksom dansorkestern mycket populär och började även spela klassisk och symfonisk repertoar vid sidan av populärmusiken.
När dirigenten Sten Frykberg tog sig an orkestern 1948 döptes den om till "Radioorkestern". Orkestern hade stora framgångar med bland annat Frykbergs återkommande symfonimatinéer, folkbildande konserter där lyssnarna fick introduktioner till musiken innan den spelades.

### Radiotjänsts tv-orkester
En fast ensemble vid sidan av underhållningsorkestern som startades 1945 under namnet Radiotjänsts kabaretorkester. Orkestern bytte namn flera gånger under sin livstid, varav "Tv-orkestern" som anammades 1964, blev det sista. Året därpå slogs den, delvis på initiativ av den rumänske dirigenten Sergiu Celibidache, samman med Radioorkestern till en över 100 personer stark symfoniorkester.
I mars 1967 fick orkestern slutligen det namn det bär än i dag: "Sveriges Radios symfoniorkester".
Stig Westerberg gjorde som kapellmästare stora insatser för svensk musik, bland annat genom att svara för över hundra svenska uruppföranden under åren 1958–1983, och Sergiu Celibidache var den som under 1960-talet gav den sammanslagna orkestern internationellt anseende.
År 1979 invigdes Berwaldhallen som hemvist för Radiosymfonikerna.

## Chefsdirigenter

### Sveriges Radios symfoniorkester[3]
- Sergiu Celibidache (de facto) 1962–1971
- Herbert Blomstedt 1977–1982
- Esa-Pekka Salonen 1984–1995
- Jevgenij Svetlanov 1997–1998
- Manfred Honeck 2000–2006
- Daniel Harding 2007–2025[4]

### Fotnoter
1. ↑  Radioorkestern i Svensk mediedatabas
2. ↑  Underhållningsorkestern i Svensk mediedatabas
3. ↑  Sveriges Radios hemsida Arkiverad 26 augusti 2016 hämtat från the Wayback Machine., läst 2015-11-07
4. ↑  ”Radiosymfonikernas Daniel Harding slutar efter 18 år: ”Dags för nya idéer””. DN.se. 21 maj 2025. https://www.dn.se/kultur/radiosymfonikernas-daniel-harding-slutar-efter-18-ar-dags-for-nya-ideer/. Läst 21 maj 2025.